# 고승범 (공무원)
고승범(高承範, 1962년 ~ )은 대한민국의 제8대 금융위원회 위원장을 역임한 공무원이다.

## 학력
- 1981년 경복고등학교 졸업
- 1985년 서울대학교 경제학 학사
- 1988년 서울대학교 행정대학원 행정학 석사
- 1995년 아메리칸 대학교 대학원 경제학 박사

## 경력
- 1985년 : 제28회 행정고시 합격
- 2012.02 금융위원회 금융정책국 국장
- 2013.05 ~ 2015.11 금융위원회 사무처장
- 2015.11 금융위원회 상임위원
- 2016.04 ~ 2021.08 한국은행 금융통화위원회 위원
- 2021년 8월 31일 ~ 2022년 7월 5일 : 제8대 금융위원회 위원장
- 2021년 8월 ~ 2022년 7월 : 대통령 직속 4차산업혁명위원회 정부위원
- 자본시장연구원 초빙연구위원
- 2024년 3월 ~ : 에쓰오일 사외이사